# فوق في الجو (فلم)
فوق في الجو (Up in the Air) فيلم دراما كوميدي أمريكي انتج عام 2009، إخراج جيسون ريتمان وبطولة جورج كلوني وفيرا فارميغا وآنا كيندريك, الفيلم ترشح لستة جوائز غولدن غلوب فاز بواحدة منها وهي جائزة أفضل سيناريو, كما ترشح الفيلم لستة جوائز أوسكار ,و لم يفز بواحدة منها.

## القصة
رايان بينغهام (جورج كلوني)رجل يقضي معظم أوقاته وهو في الجو يطير إلى جميع أرجاء الولايات المتحدة، حتى يسلم كتب التفنيش، أو انهاء الخدمات إلى الموظفين في الشركات التي لا يقوى مديروها على فعل ذلك. وهو يجيد ذلك بشكل ممتاز حقا، ولذلك فالطلب عليه بازدياد، والشركة التي يعمل فيها تزدهر حتى أثناء الأزمة الاقتصادية.والبطل يحب طريقة حياته، بما فيها التحليق في الهواء طوال الوقت، ويطمح إلى تحقيق الرقم القياسي من الأميال الجوية وهو 10 ملايين ميل، وذلك قبل أن تطلب منه شركته تدريب مديرة شابة طموحة اسمها ناتالي (آنا كندريك)، تقترح لتخفيض النفقات ان يتم انهاء خدمات الموظفين عبر الإنترنت، من دون مقابلة شخصية.يرفض رايان هذا الأمر ويطلب منها مرافقته في رحلته المقبلة لتتعرف على الوضع عن قرب. وأثناء سفرهما معا، تتحدى ناتالي كل ما يؤمن به من فلسفات، فيبدأ بالتغيير تدريجيا.وبعدها يشرك المديرة الصغيرة في السن مع في العمل، فتقرر ان تمضي في الاحتراف حتى إلى أبعد من معلمها نفسه.

## روابط إضافية
- مقالات تستعمل روابط فنية بلا صلة مع ويكي بيانات